# Stricca
Stricca è un personaggio dell'Inferno di Dante (XXIX 125-126).
Egli viene citato da Capocchio, un alchimista che nella decima malebolgia è condannato a soffrire la lebbra. Lo stile dell'episodio è comico-popolare con Dante e Capocchio che, dopo una novella amara del dannato Griffolino d'Arezzo, stanno parlando della vaghezza dei senesi.
"Or fu già mai
gente sì vana come la sanese?
Certo non la francesca sì d'assai!".
Onde l'altro lebbroso, che m'intese,
rispuose al detto mio: "Tra' mene Stricca
che seppe far le temperate spese." (vv. 120-126)
Il tono è ironico e sottolinea che "tranne Stricca" furono tutti vani, ma il riferimento a Stricca e alle sue presunte oculate spese doveva suonare comicamente assurdo agli antichi lettori.
Oggi però non conosciamo con esattezza chi sia questo Stricca: secondo alcuni commentatori antichi egli era Stricca di Giovanni de' Salimbeni, di ricchissima e potente famiglia, podestà di Bologna nel 1276 e capitano del popolo della stessa città nel 1286; altri lo indicano come Stricca dei Tolomei, frate godente documentato a Siena nel 1294. Forse si tratta del primo personaggio, perché al verso successivo viene citato Niccolò dei Salimbeni che fu suo fratello.